# Cigoong
Cigoong is een bestuurslaag in het regentschap Serang van de provincie Banten, Indonesië. Cigoong telt 3815 inwoners (volkstelling 2010).